# Aloe bondana
Aloe bondana é uma espécie de liliopsida do gênero Aloe, pertencente à família Asphodelaceae.